# Feuerwehr in Slowenien

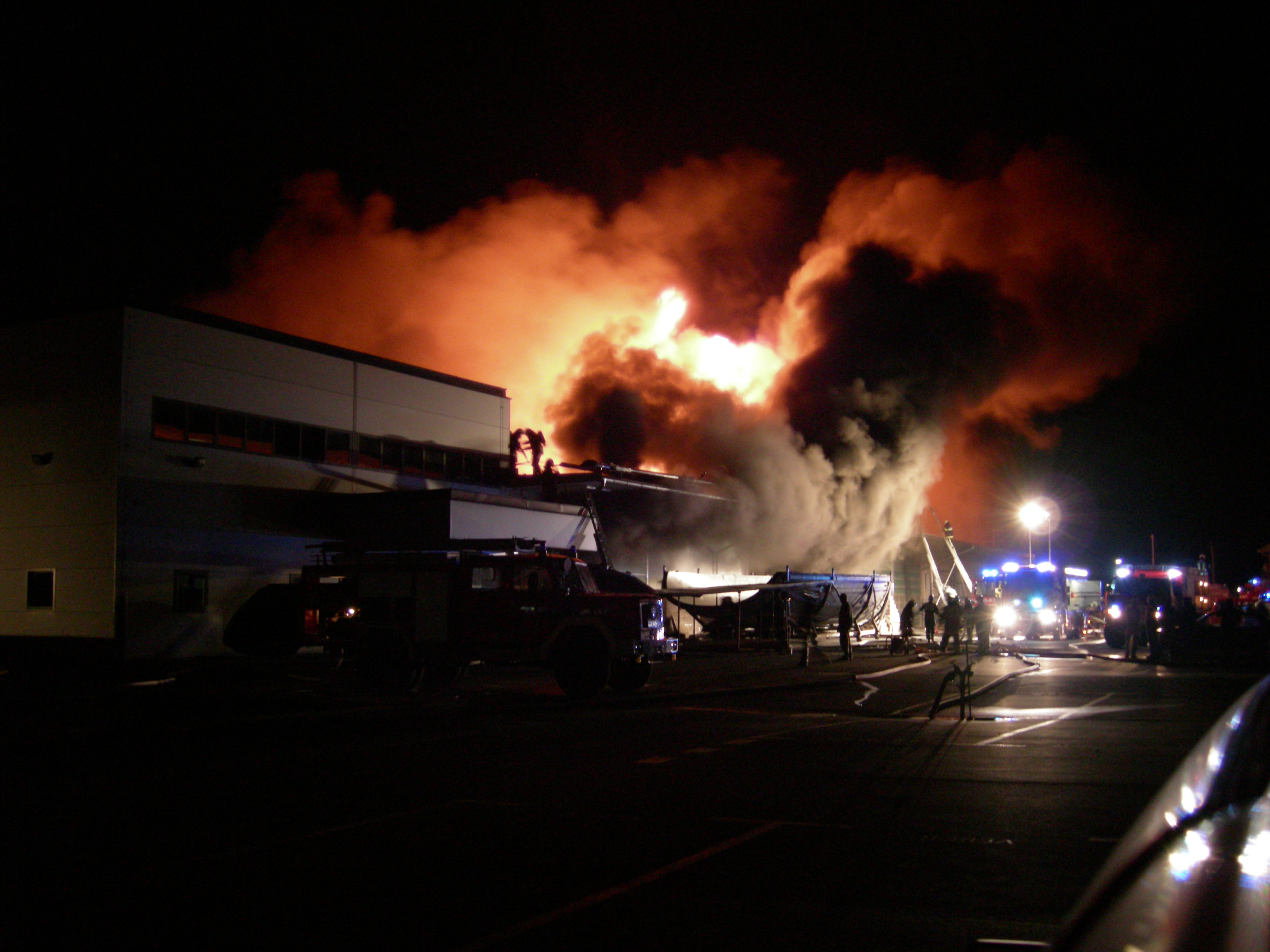
Brandbekämpfung in Zapuže

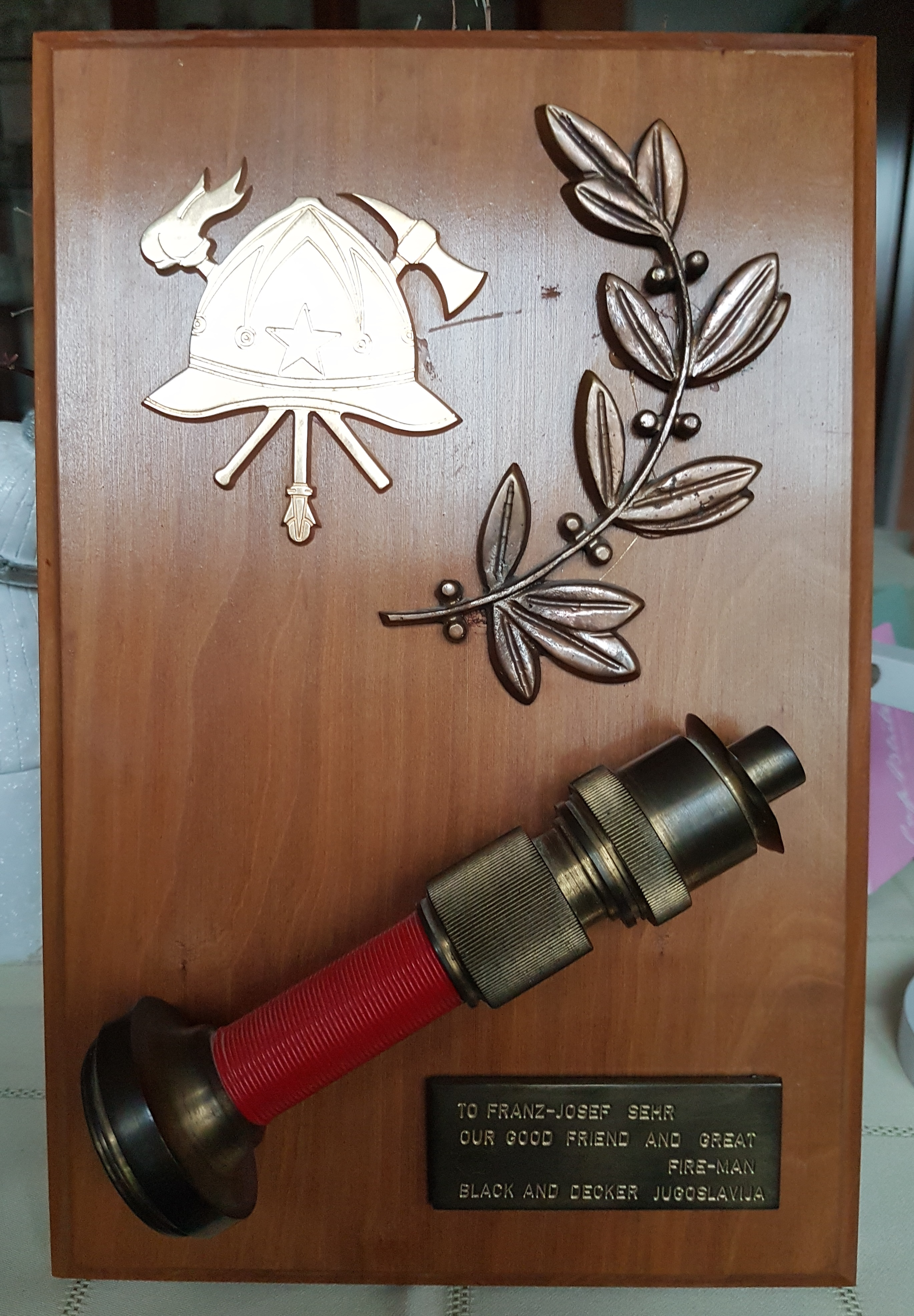
Feuerwehrplakette mit Helm und Strahlrohr

Die Feuerwehr in Slowenien besteht aus  950 Berufsfeuerwehrleuten und 167.454 freiwilligen Feuerwehrleuten.
Im Zuge der Unabhängigkeitserklärung Sloweniens im Juni 1991 gegenüber der Sozialistischen Föderativen Republik Jugoslawien bildeten sich dort eigenständige Feuerwehren.

## Allgemeines
In Slowenien bestehen 1.341 Feuerwachen und Feuerwehrhäuser, in denen 2.505 Löschfahrzeuge und 43 Drehleitern bzw. Teleskopmasten für Feuerwehreinsätze bereitstehen. Insgesamt sind 168.404 Personen, davon 950 Berufsfeuerwehrleute und 167.454 freiwillige Feuerwehrleute, im Feuerwehrwesen tätig. Der Frauenanteil beträgt 33 %. In den Jugendfeuerwehren sind 42.656 Kinder und Jugendliche organisiert. Die slowenischen Feuerwehren wurden im Jahr 2019 zu 153.758 Einsätzen alarmiert, dabei waren 4.427 Brände zu löschen. Hierbei wurden 13 Tote bei Bränden von den Feuerwehren geborgen und 209 Verletzte gerettet.
Innerhalb der Sozialistischen Föderativen Republik Jugoslawien waren Freiwillige Feuerwehren im heutigen Slowenien besonders stark vertreten. Die Verankerung in der örtlichen Gemeinschaft war für das Funktionieren einer lokalen Feuerwehr von wesentlicher Bedeutung. In den 1970er und 1980er Jahren spielten die Kommunen und deren lokale Gemeinschaften eine wesentliche Rolle bei ihrem Wirken.

## Beteiligung am EU-Katastrophenschutzprogramm
Die EU-Kommission hatte am 1. August 2021 das EU-Katastrophenschutzprogramm für einige Regionen des Mittelmeerraums und des westlichen Balkans aktiviert, um die anhaltenden Waldbrände zu bekämpfen. Im Rahmen dieses Programms sandte Slowenien ein Team von 45 Feuerwehrleuten nach Nordmazedonien.

## Feuerwehrverband
Der Slowenische Feuerwehrverband Gasilska Zveza Slovenije repräsentiert die slowenischen Feuerwehren mit ihren über 160.000 Feuerwehrangehörigen im Weltfeuerwehrverband CTIF (Comité technique international de prévention et d’extinction du feu). Darüber hinaus bestehen Verbindungen insbesondere zu europäischen Feuerwehrverbänden, wie dem Deutschen Feuerwehrverband.